# Mariposa negra
Mariposa negra es una película peruana del género thriller, ambientada durante el gobierno de Alberto Fujimori fue dirigida por Francisco Lombardi y protagonizada por Melania Urbina y Magdyel Ugaz.

## Argumento
Gabriela (Melania Urbina) es una joven maestra de historia, ajena al tráfago y las encrucijadas del diario vivir en un país como el Perú. La ilusión que le genera su próximo matrimonio y su empeño por educar a sus alumnos en el conocimiento de un Perú que ella quisiera amable y prometedor constituyen los contornos de su pequeño universo. De pronto, el asesinato de su novio, Guido Pazos (Darío Abad), un juez reconocido por su probidad y decisión, quiebran drásticamente los cimientos de su mundo. El mismo día que se entera de la trágica noticia, Gabriela conoce a  la periodista de prensa chicha Ángela (Magdyel Ugaz), quien le ayudará a esclarecer las extrañas circunstancias de la muerte de Guido. Sus pesquisas las llevarán a una oscura trama de corrupción que alcanzan a las más altas esferas del poder político peruano.

## Producción
Mariposa Negra es el decimotercer largometraje de Francisco Lombardi, producido por Inca Films, basado en la novela de Alonso Cueto titulada Grandes miradas sobre el asesinato del juez César Díaz Gutiérrez por el SIN, y adaptada por Giovanna Pollarolo.
La etapa de filmación comenzó a mediados de 2005.
Las mariposas que crían Gabriela y Guido para el día de su matrimonio no existen en el libro Grandes Miradas, son un elemento del guion que escribió Pollarolo. Además, en la película, Ángela cuenta la historia en primera persona y es caracterizada como una periodista cínica pero rebelde que consume grandes cantidades de alcohol, mientras que en el libro, Cueto la pinta como alguien aún más hastiada de su trabajo y asqueada de su jefe, el señor Osmán (Gustavo Bueno) y que busca ayudar a Gabriela por un sentimiento de culpa.
La película fue estrenada en España el 16 de marzo de 2007.

## Reparto
- Melania Urbina como Gabriela
- Magdyel Ugaz como Ángela
- Gustavo Bueno como Osmán
- Ricardo Morán como Ramón
- Wendy Vásquez como Delia
- Montserrat Carulla como Pilar
- Darío Abad como Guido Pazos

## Premios y nominaciones
| Año  | Premio                                                   | País    | Categoría                                                | Nominado           | Resultado | Ref.                        |
| ---- | -------------------------------------------------------- | ------- | -------------------------------------------------------- | ------------------ | --------- | --------------------------- |
| 2006 | Festival de Montreal                                     | Canadá  | Premio Glauber Rocha a la mejor película latinoamericana | Mariposa negra     | Ganadora  | [ 10 ] [ 4 ]                |
| 2006 | Festival de Montreal                                     | Canadá  | Grand Prix des Amériques                                 | Francisco Lombardi | Nominado  |                             |
| 2006 | Festival de Cine de Lima                                 | Perú    | Mejor película peruana                                   | Mariposa negra     | Ganadora  | [ 1 ] [ 11 ]                |
| 2006 | Biarritz International Festival of Latin American Cinema | Francia | Mejor actriz                                             | Melania Urbina     | Ganadora  | [ 1 ] [ 11 ]                |
| 2007 | Festival de Málaga de Cine Español                       | España  | Mejor actriz latinoamericana                             | Melania Urbina     | Ganadora  | [ 1 ] [ 11 ]                |
| 2007 | Festival Internacional Iberoamericano de Ceará           | Brasil  | Mejor actriz                                             | Magdyel Ugaz       | Ganadora  | [ 1 ] [ 11 ]                |
| 2008 | Premios Goya                                             | España  | Mejor película extranjera                                | Mariposa negra     | Nominado  | [ 12 ] [ 13 ] [ 14 ] [ 15 ] |